# 15837 Mariovalori
15837 Mariovalori (1995 DG13) là một tiểu hành tinh vành đai chính được phát hiện ngày 25 tháng 2 năm 1995 bởi M. Tombelli ở Cima Ekar.